# Markamdinni, Devadurga
Markamdinni là một làng thuộc tehsil Devadurga, huyện Raichur, bang Karnataka, Ấn Độ.